# 세페우스자리 RW
세페우스자리 RW는 황색 또는 적색 극대거성으로, 지구에서 약 11,500광년 떨어져 있다. 이 별은 성협 세페우스자리 OB1의 구성원 중 하나로, 해당 성협은 북반구 하늘의 세페우스자리 영역에 있다. 외관상 세페우스자리 RW와 다중성계 도마뱀자리 CSU가 이중성처럼 보이지만, 실제로 둘 사이는 중력으로 묶여 있지 않으며 아무 관계 없는 독립된 항성계로, RW는 지구에서 훨씬 더 멀리 떨어진 곳에 있다.

## 물리적 특징
세페우스자리 RW의 분광형은 M과 K 사이를 오가므로 오렌지색 또는 적색 극대거성으로 볼 수 있다. 체적은 크게 부풀어 있으나 분광형으로 미루어 보아 표면 온도는 태양보다 낮은 4420 켈빈이다. 절대 등급은 -9.4로 발견된 별들 중 매우 밝은 축에 든다. 질량은 약 태양의 40배 정도이다. 이런 별들은 자신이 갖고 있는 연료를 빠르게 소비하므로 수백만 년밖에 살지 못하며 최후를 초신성 폭발로 맞은 뒤 중성자별이나 블랙홀을 남기게 된다. 겉보기 등급은 6.65로 맨눈으로는 볼 수 없다. 명칭에서 알 수 있듯 이 별은 반주기 변광성의 특징을 보여준다.

## 같이 보기
- 베텔게우스
- 센타우루스자리 V766
- WOH G64
- 방패자리 UY
- 웨스터룬드 1 W26

## 참고 문헌
- 가장 밝은 별들[깨진 링크(과거 내용 찾기)]
- 세페우스자리 RW (SIMBAD 질의 결과)